# E001
|  | No s'ha de confondre amb E01. |

La ruta europea E001 és una carretera que forma part de la Xarxa de carreteres europees. Comença a Tbilisi (Geòrgia) i finalitza a Vanadzor (Armènia). Té una longitud de 160 km. Té una orientació de nord a sud.